# Gunnar T. Westin
Gunnar Torwald Westin, född 29 oktober 1911 i Tåby församling, Östergötland, död 14 juli 2008 i Danderyds församling, Uppland, var en svensk historiker.
Westin disputerade vid Lunds universitet 1946 på avhandlingen Historieskrivaren Olaus Petri och blev docent i historia vid universitetet samma år. År 1958 blev han professor i historia vid dåvarande Stockholms högskola. Han var dekanus för humanistiska fakulteten vid Stockholms universitet 1969-1978. Sistnämnda år blev han emeritus. Westin ledde flera omfattande forskningsprojekt, bland annat Sverige under andra världskriget. Han var verksam inom Kursverksamheten vid Stockholms universitet och Folkuniversitetet från 1940-talet och fram till 1990-talet och hade flera ordförandeposter. Han blev ledamot av Vetenskapssocieteten i Lund 1951, av Kungliga Samfundet för utgivande av handskrifter rörande Skandinaviens historia 1954, av Kungliga Humanistiska Vetenskapssamfundet i Lund 1955, av Kungliga Vitterhets Historie och Antikvitets Akademien 1969 och av Det kongelige danske Selskab for Fædrelandets Historie 1975. 
Bland hans verk finns den omfattande studien Riksföreståndaren och makten (1957), Maktkamp i senmedeltidens Sverige (1971) och skrifter från projektet Det medeltida Sverige (1970-talet, tillsammans med andra). Boken Idéer som burit frukt (1983) är en historieskrivning över Kursverksamheten. En uppsatssamling om religion, politik och historieskrivning i början av 1500-talet, Olaus Petri, Peder Svart och Gustav Vasa. Religion, politik och historieskrivning i början av 1500-talet, utkom 2002. Han utgav  Gustav Vasas krönika (1964) och  Olaus Petris skrifter i utval (1968). Hans sista uppsats behandlar Karin Månsdotters ställning och publicerades våren 2008. Sin tidiga Lundatid beskrev Westin i uppsatsen En historiestuderande i 30-talets Lund i samlingen Under Lundagårds kronor (1991) och han skildrade också sin tid som tjänsteman på Landsarkivet i Lund i en uppsats (2002). Westin utgav flera läroböcker i historia för gymnasiet. 
Hösten 2018 utkom En historikers historia. Gunnar T Westins berättelse om sitt liv. Boken är sammanställd och redigerad av Torbjörn Norman, Karl Molin och Alf W. Johansson och bygger på intervjuer som gjordes mellan 2002 och 2003.